# Mestonia picra
Mestonia picra is een hooiwagen uit de familie Triaenonychidae.